# Aziner
Aziner är sexsidiga heterocykliska föreningar där en eller flera kolatomer i ringen ersatts av kväveatomer. Därutöver kan ringen innehålla syre (oxaziner) eller svavel (tiaziner).
Även derivat av dessa klassificeras som aziner.
| Strukturer för de enklaste azinerna med 1–5 kväveatomer | Strukturer för de enklaste azinerna med 1–5 kväveatomer | Strukturer för de enklaste azinerna med 1–5 kväveatomer | Strukturer för de enklaste azinerna med 1–5 kväveatomer | Strukturer för de enklaste azinerna med 1–5 kväveatomer | Strukturer för de enklaste azinerna med 1–5 kväveatomer | Strukturer för de enklaste azinerna med 1–5 kväveatomer |
| ------------------------------------------------------- | ------------------------------------------------------- | ------------------------------------------------------- | ------------------------------------------------------- | ------------------------------------------------------- | ------------------------------------------------------- | ------------------------------------------------------- |
| Pyridin                                                 | Pyridazin                                               | Pyrimidin                                               | Pyrazin                                                 | Triazin                                                 | Tetrazin                                                | Pentazin                                                |
| Azin                                                    | 1,2-Diazin                                              | 1,3-Diazin                                              | 1,4-Diazin                                              | 1,2,3-Triazin 1,2,4-Triazin 1,3,5-Triazin               | 1,2,3,4-Tetrazin 1,2,4,5-Tetrazin 1,2,3,5-Tetrazin      |                                                         |
|                                                         |                                                         |                                                         |                                                         |                                                         |                                                         |                                                         |